# Accademia dei Gelati
 (août 2022).
Si vous disposez d'ouvrages ou d'articles de référence ou si vous connaissez des sites web de qualité traitant du thème abordé ici, merci de compléter l'article en donnant les références utiles à sa vérifiabilité et en les liant à la section « Notes et références ».
L’Accademia dei Gelati est une société savante de type académique italienne.

## Histoire
En 1588, Melchiorre Zoppio, fils de Girolamo, fondateur de l'Accademia dei Catenati de Macerata, a mis en place un congrès d'écrivains dans sa maison, l'appelant Gelati. Avec lui se trouvaient les frères Berlinghiero, Camillo et Cesare Gessi. On attribuait à ce dernier l'initiative de fonder l'Académie dont les armoiries étaient une forêt d'arbres couverts de givre, avec la devise: Nec longum tempus qui signifiait que les académiciens ne resteraient pas si desséchés longtemps. Melchiorre Zoppio adopta le nom de Caliginoso dans cette société, dont il était un des membres les plus zélés, et à laquelle il légua par son testament une salle pour ses assemblées. Le premier protecteur de l'Académie fut le cardinal Maffeo Barberini, plus tard pape sous le nom d'Urbain VIII, qui permit à l'Académie d'adopter un élève étranger.
Au début, le sujet des exercices académiques n'était que de la poésie, surtout érotique, et les premières publications étaient trois volumes de Rime amorose. Puis il passa à l'étude de la philosophie à la manière des anciens symposies: banquets savants et discussions que les académiciens avaient en fin de dîner. Au cours des deux siècles de sa vie, l'Académie a produit une grande quantité d'œuvres dans toutes les branches du savoir, de la littérature à la philosophie, de la musique au théâtre.
Il n'y a aucune trace des premières lois des académiciens Gelati, puis à partir de 1670, elles ont été imprimées plusieurs fois dans diverses éditions. L'Accademia dei Gelati resta active jusqu'à la fin des années 1700. En 1786, elle était encore très florissante, mais les bouleversements de la fin du siècle provoquèrent sa dissolution.

## LesProse
Les Prose dei Sig. Accademici Gelati di Bologna publiées sous la direction de Valerio Zani à Bologne chez Manolessi en 1671 reprennent les discussions qui eurent lieu à l'Accademia dei Gelati dont les membres comptaient à cette époque des philosophes et des musiciens, notamment Girolamo Desideri (1635-1671) théoricien de la musique, philosophe et mathématicien et Giovanni Battista Sanuti Pellicani (1632-1697) compositeur, juriste et professeur à l'Université de Bologne. Les Prose retranscrivent quinze conférences ("trattati") données par ses membres sur l'impresa de l'Accademia, par Francesco Carmeni, qui montre la diffusion de la théorie de l'impresa, notamment du traité de Paul Jove ; sur la tragédie, par Innocenzio Maria Fioravanti sur la politique et la raison d'État par Alessandro Barbieri sur la philosophie morale par le comte Alberto Caprara ; sur l'astronomie par Geminiano Montanari ("Della sparizione d'alcune Stelle") ; sur la musique par Giovanni Battista Sanuti Pellicani ("Degl'Intervalli Musicali") et par Girolamo Desideri ("Della Musica") ; sur les sciences ésotériques par le comte Ercolagostino Berò.

## Membres de l'Académie
- Giovanni Battista Agucchi
- Francesco Albergati Capacelli
- Filippo Argelati
- Camillo Baldi
- Francesco Balducci
- Andrea Barbazza (Il Ritroso)
- Francesco Barberini (Il Rinvigorito)
- Giuseppe Battista (L'Assiderato)
- Nicolò Beregan
- Pietro Antonio Bernardoni
- Giovanni Francesco Bonomi (L'Affaticato)
- Giovanni Cinelli Calvoli
- Ridolfo Campéggi (Il Rugginoso)
- Alberto Caprara (Il Sincero)
- Ferdinando Cospi (Il Fedele)
- Lorenzo Crasso (Il Costante)
- Girolamo Desideri (L'Indifferente)
- Paolo Gagliardi
- Berlinghiero Gessi (Il Sollecito)
- Giovanbattista Gornia (Il Rinforzato)
- Girolamo Graziani (L'Impedito)
- Giovanni Battista Guarini
- Carlo Alessandro Guidi
- Alfonso Litta (L'Imperturbabile)
- Carlo Cesare Malvasia (L'Ascoso)
- Cornelio Malvasia (Il Difeso)
- Virgilio Malvezzi (L'Esposto)
- Eustachio Manfredi
- Carlo Antonio Manzini (L'Errante)
- Luigi Manzini
- Ferdinando Marescalchi
- Anton Felice Marsili (L'Instabile)
- Ovidio Montalbani (L'Innestato)
- Geminiano Montanari (L'Elevatoso)
- Antonio Muscettola (Lo 'nfecondo)
- Pio Enea II Obizzi (Il Regenerato)
- Matteo Peregrini
- Francesco Pona (L'Incurvato)
- Girolamo Preti (L'Essercitato)
- Giambattista Roberti
- Antonio Maria Salvini
- Johann Ludwig Schönleben (Il Ritirato)
- Fulvio Testi
- Carlo Emanuele Vizzani
- Melchiorre Zoppio (Il Caliginoso)